# Cadiscus aquaticus
Cadiscus es un género monotípico de plantas herbáceas perteneciente a la familia de las asteráceas. Su única especie: Cadiscus aquaticus, es originaria de Sudáfrica.

## Descripción
Es una planta anual herbácea con tallos que alcanzan los 0,6 m de altura.

## Taxonomía
Cadiscus aquaticus fue descrita por E.Mey. ex DC.   y publicado en Prodromus systematis naturalis regni vegetabilis 7(1): 255. 1838